# (15510) Phoeberounds
(15510) Phoeberounds est un astéroïde de la ceinture principale.

## Description
(15510) Phoeberounds est un astéroïde de la ceinture principale. Il fut découvert le 4 octobre 1999 à Socorro (Nouveau-Mexique) par le projet LINEAR. Il présente une orbite caractérisée par un demi-grand axe de 2,43 UA, une excentricité de 0,09 et une inclinaison de 2,5° par rapport à l'écliptique.

## Compléments